# Pier Paolo Bianchi
Pier Paolo Bianchi (Rimini, 11 de marzo de 1952) es un expiloto de motociclismo Italiano, tricampeón del mundo de 125cc en 1976, 1977 y 1980, con Morbidelli.

## Resultados en el Campeonato del Mundo
Sistema de puntuación desde 1969 hasta 1987:
| Posición | 1.º | 2.º | 3.º | 4.º | 5.º | 6.º | 7.º | 8.º | 9.º | 10.º |
| Puntos   | 15  | 12  | 10  | 8   | 6   | 5   | 4   | 3   | 2   | 1    |

Sistema de puntuación desde 1988 hasta 1991:
| Posición | 1.º | 2.º | 3.º | 4.º | 5.º | 6.º | 7.º | 8.º | 9.º | 10.º | 11.º | 12.º | 13.º | 14.º | 15.º |
| Puntos   | 20  | 17  | 15  | 13  | 11  | 10  | 9   | 8   | 7   | 6    | 5    | 4    | 3    | 2    | 1    |

### Carreras por año
(Carreras en negrita indica pole position, carreras en cursiva indica vuelta rápida)
| Año  | Clase | Moto       | 1       | 2       | 3       | 4       | 5       | 6       | 7       | 8       | 9       | 10      | 11      | 12    | 13    | Pts. | Pos. | Vic. |
| ---- | ----- | ---------- | ------- | ------- | ------- | ------- | ------- | ------- | ------- | ------- | ------- | ------- | ------- | ----- | ----- | ---- | ---- | ---- |
| 1971 | 50cc  | Guazzoni   | AUT -   | GER -   |         | NED -   | BEL -   | DDR -   | CZE -   | SWE -   |         |         | NAT 16  | ESP - |       |      | 0    | -    |
| 1973 | 125cc | Yamaha     | FRA -   | AUT -   | GER -   | NAT 5   | IOM -   | YUG -   | NED -   | BEL -   | CZE -   | SWE -   | FIN -   | ESP - |       | 6    | 22.º | 0    |
| 1974 | 125cc | Minarelli  | FRA -   | GER DNS | AUT Ret | NAT 3   | NED Ret | BEL -   | SWE -   | CZE -   | YUG Ret | ESP Ret |         |       |       | 10   | 17.º | 0    |
| 1975 | 125cc | Morbidelli | FRA Ret | ESP 4   | AUT 2   | GER 2   | NAT 2   | NED 2   | BEL 2   | SWE 2   | CZE -   | YUG -   |         |       |       | 72   | 2.º  | 0    |
| 1976 | 125cc | Morbidelli | AUT 1   | NAT 1   | YUG 1   | NED 1   | BEL Ret | SWE 1   | FIN 1   | GER Ret | ESP 1   |         |         |       |       | 90   | 1.º  | 7    |
| 1977 | 125cc | Morbidelli | VEN Ret | AUT 2   | GER 1   | NAT 1   | ESP 1   | FRA 1   | YUG 1   | NED 9   | BEL 1   | SWE 2   | FIN 1   | GBR - |       | 131  | 1.º  | 7    |
| 1978 | 125cc | Minarelli  | VEN 1   | ESP Ret | AUT 3   | FRA 1   | NAT Ret | NED -   | BEL 1   | SWE 1   | FIN Ret | GBR -   | GER -   | YUG - |       | 70   | 3.º  | 4    |
| 1979 | 125cc | Minarelli  | VEN -   | AUT Ret | GER 11  | NAT Ret | ESP Ret | YUG 7   | NED 13  | BEL DNS | SWE 1   | FIN Ret | GBR 5   | CZE - | FRA 3 | 35   | 10.º | 1    |
| 1980 | 125cc | MBA        | NAT 1   | ESP 1   | FRA 2   | YUG Ret | NED 4   | BEL 4   | FIN 2   | GBR 3   | CZE 5   | GER 7   |         |       |       | 90   | 1.º  | 2    |
| 1981 | 125cc | MBA        | ARG 5   | AUT 3   | GER Ret | NAT Ret | FRA 3   | ESP 3   | YUG 2   | NED 3   | RSM 3   | GBR 4   | FIN Ret | SWE 4 | CZE - | 84   | 3.º  | 0    |
| 1982 | 125cc | Sanvenero  | ARG 6   | AUT 3   | FRA Ret | ESP Ret | NAT 2   | NED Ret | BEL 3   | YUG 2   | GBR 3   | SWE -   | FIN -   | CZE - |       | 59   | 4.º  | 0    |
| 1983 | 125cc | Sanvenero  | FRA -   | NAT Ret | GER 3   | ESP 3   | AUT 3   | YUG Ret | NED Ret | BEL Ret | GBR 13  | SWE 7   | RSM 5   |       |       | 40   | 8.º  | 0    |
| 1984 | 80cc  | Rieju      | NAT 1   | ESP 1   | AUT 4   | GER 2   |         | YUG Ret | NED 6   | BEL 4   |         |         | RSM 6   |       |       | 68   | 3.º  | 2    |
| 1984 | 125cc | MBA        | NAT Ret | ESP -   |         | GER -   | FRA -   |         | NED -   |         | GBR -   | SWE -   | RSM -   |       |       | 0    | -    | 0    |
| 1985 | 125cc | MBA        | ESP 1   | GER 3   | NAT 1   | AUT 4   | NED 1   | BEL 5   | FRA 5   | GBR 2   | SWE 2   | RSM Ret |         |       |       | 99   | 2.º  | 3    |
| 1986 | 80cc  | Seel       | ESP 4   | NAT 5   | GER Ret | AUT 3   | YUG 6   | NED Ret |         |         | GBR -   |         | RSM 1   | BWU - |       | 44   | 8.º  | 1    |
| 1986 | 125cc | Seel       | ESP 7   | NAT 5   | GER 11  | AUT 4   |         | NED Ret | BEL 7   | FRA 7   | GBR 10  | SWE 9   | RSM 6   | BWU - |       | 34   | 8.º  | 0    |
| 1987 | 125cc | MBA        | ESP 5   | GER 4   | NAT 5   | AUT Ret | NED 5   | FRA Ret | GBR 2   | SWE 6   | CZE Ret | RSM Ret | POR Ret |       |       | 43   | 7.º  | 0    |
| 1988 | 125cc | Cagiva     | ESP DNQ | NAT 4   | GER Ret | AUT Ret | NED 9   | BEL 12  | YUG Ret | FRA Ret | GBR Ret | SWE Ret | CZE 25  |       |       | 24   | 19.º | 0    |
| 1989 | 125cc | Seel       | JPN -   | AUS -   | ESP DNQ | NAT DNQ | GER Ret | AUT DNQ | NED DNQ | BEL -   | FRA -   | GBR -   | SWE -   | CZE - |       | 0    | -    | 0    |

| Precedido por    | Campeón Mundial de 125cc | Sucedido por     |
| ---------------- | ------------------------ | ---------------- |
| Ángel Nieto 1979 | 1980                     | Ángel Nieto 1981 |

| Precedido por     | Campeón Mundial de 125cc | Sucedido por           |
| ----------------- | ------------------------ | ---------------------- |
| Paolo Pileri 1975 | 1976-1977                | Eugenio Lazzarini 1978 |